# Семюел Бредстріт

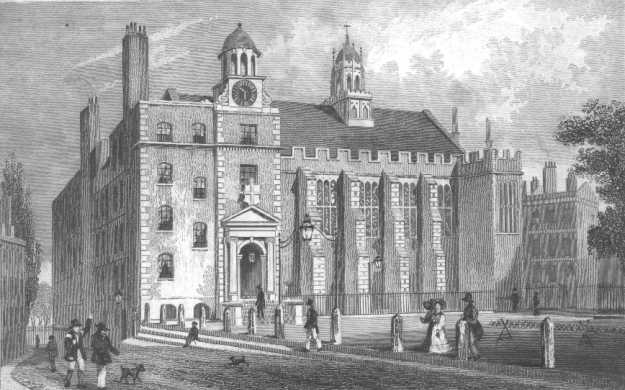
Юридична спілка «Мідл-Темпл». Малюнок 1830 року.

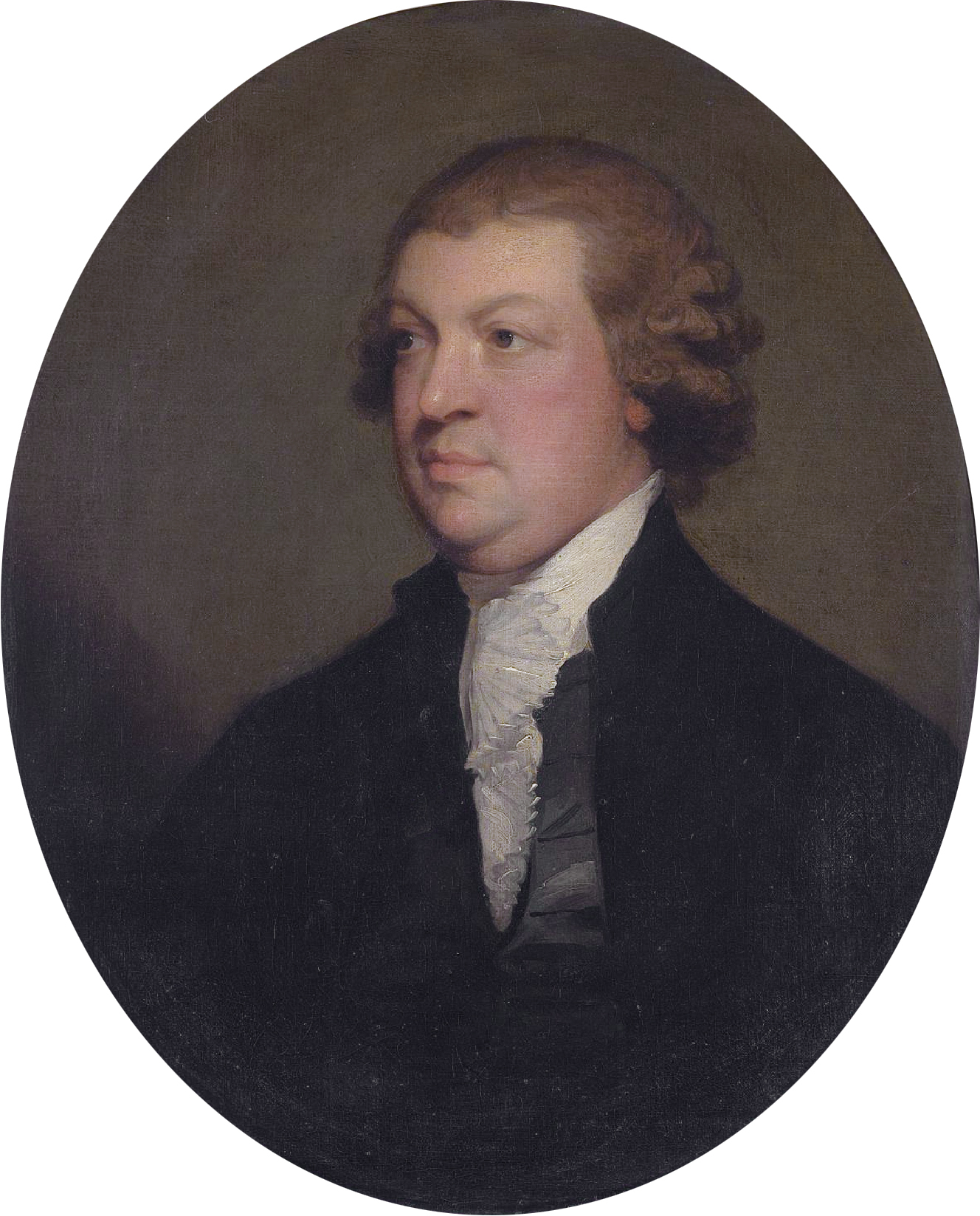
Джон Скотт — І граф Клонмелл.

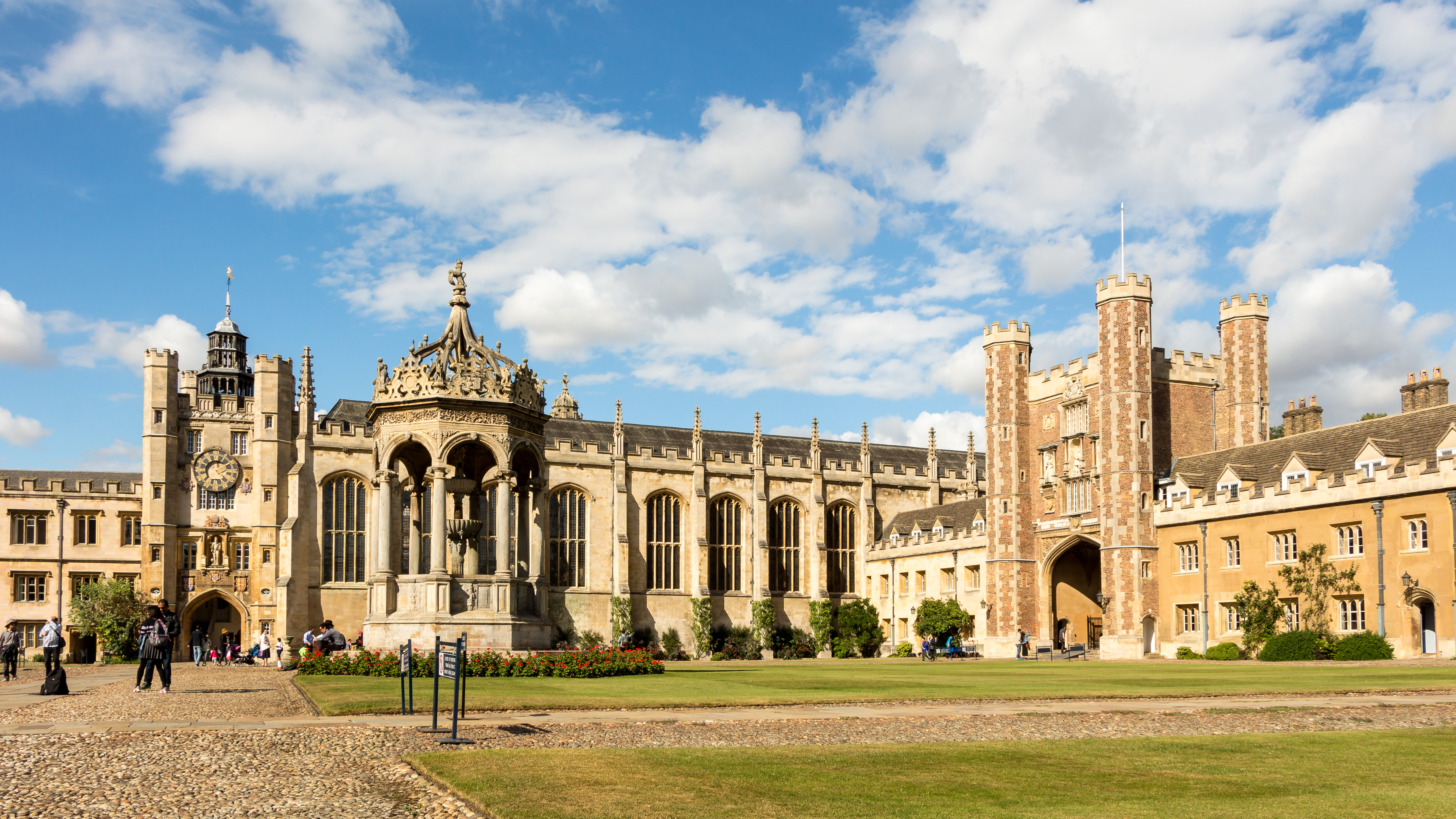
Трініті-коледж, Кембрідж.

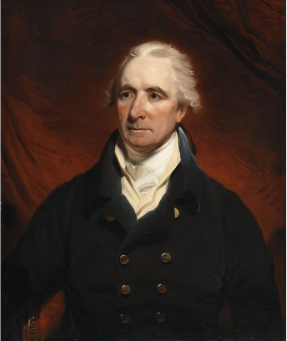
Генрі Граттан (1746—1820).

Сер Семюель Бредстріт (жовтень 1738 — 2 травня 1791) — ІІІ баронет Кілмейнгем, відомий ірландський політик, адвокат, суддя, уповноважений охоронець Великої Печатки Ірландії в 1789 році, депутат Палати громад парламенту Ірландії. Його незалежність як політика породила дещо оманливе прізвисько «Слизький Сем».

## Життєпис

### Походження і ранні роки
Семюель Бредстріт був другим сином сера Саймона Бредстріта — І баронета Кілмейнгем з Дубліна і його дружини та двоюрідної сестри Еллен Бредстріт — дочки Семюеля Бредстріта з Говрана, графство Кілкенні та його дружини Елізабет Агар.
У 1773 році Семюель Бредстріт успадкував титул баронета від свого старшого брата Саймона і став ІІІ баронетом Кілмейнгем. Він здобув освіту в Трініті-коледжі в Дубліні, а потім довершив освіту і здобув юридичну практику в юридичній школі «Мідл-Темпл». Після цього почав працювати адвокатом у 1758 році. Потім став королівським радником у 1767 році.

### Кар'єра
У 1766 році Семюель Бредстріт став судовим реєстратором Дубліна. Він був обраний депутатом Палати громад парламенту Ірландії від міста Дублін у 1776 році і представляв цю виборчу округу до 1784 року, коли він отримав посаду четвертого судді Королівського суду Ірландії. За іронією долі, як і кілька його колег, Семюель Бредстріт як політик виступав проти збільшення кількості суддів Високого суду: Елрінгтон Болл цинічно зауважив, що підвищення зарплати та гарантія перебування на посаді незабаром переконали його в помилковості його шляху. На відміну від багатьох своїх колег, він міг злагоджено працювати зі своїм головним суддею Джоном Скоттом, І графом Клонмелл, який називав його «мій помічник».
Семюель Бредстріт часто і красномовно виступав у парламенті: хоч він був слабо пов'язаний з Ірландською патріотичною партією, він час від часу конфліктував з Генрі Граттаном і стверджував, що свободи, надані Конституцією 1782 року, були недостатніми. Він пишався незалежністю свого мислення і світогляду, згідно з Боллом, його прізвисько «Слизький Сем» не означало, що він корумпований або не заслуговує довіри, а скоріше те, що жодна партія ніколи не могла розраховувати на його підтримку. Його описували як твердого та рішучого з грубим характором та надзвичайно товстого (головний суддя Скотт, який сам був досить важким, легковажно назвав його «подвійною людиною»).

### Особисте життя
19 січня 1771 року Семюель Бредстріт одружився з Елізабет Таллі — дочкою доктора Джеймса Таллі, дублінського лікаря та його дружини Бріджит Неттервіль — далекої двоюрідної сестри віконта Неттервіля, і мав від неї чотирьох синів.

### Смерть
Бредстріт помер у своєму будинку в Бутерстауні в графстві Дублін. Титул баронета успадкував його старший син Симон. Його бідолашна та невтішна вдова померла в 1799 році.